# Medusa Film
La société Medusa Film est une société de production et de distribution cinématographique italienne fondée en 1964 et contrôlée depuis 1995 par le groupe Mediaset. Elle a son siège Via Aurelia antica à Rome.
Il s'agit peut-être de la marque italienne la plus importante, non seulement dans la production et la distribution de films italiens et internationaux, mais aussi dans les domaines de la vidéo domestique ainsi que de la gestion et la mise en œuvre de multiplexes.

## Filmographie partielle
- 1973 : Ce cochon de Paolo (Paolo il caldo) de Marco Vicario
- 1978 : La Prof et les Cancres (L'insegnante va in collegio) de Mariano Laurenti
- 1988 : Uppercut Man (Qualcuno pagherà) de Sergio Martino
- 1993 : Il segreto del bosco vecchio d'Ermanno Olmi
- 1998 : La Légende du pianiste sur l'océan (La leggenda del pianista sull'oceano) de Giuseppe Tornatore
- 2005 : L'Empire des loups de Chris Nahon
- 2005 : Quo vadis, baby? de Gabriele Salvatores
- 2008 : Tutta la vita davanti de Paolo Virzì
- 2012 : Intouchables d'Olivier Nakache et Éric Toledano
- 2014 : La French de Cédric Jimenez
- 2021 : Amants super-héroïques (Supereroi) de Paolo Genovese
- 2025 : Muori di lei de Stefano Sardo (it)